# Cape Canaveral Space Force Station Lanceercomplex 41
Het Cape Canaveral Space Force Station Space Launch Complex 41 ook bekend als SLC-41 en voor 1997 als  LC-41 is een actief lanceercomplex op het Cape Canaveral Space Force Station (CCSFS, het eerdere Cape Canaveral Air Force Station; CCAFS) dat momenteel wordt verhuurd aan United Launch Alliance (ULA). 
Het is de noordelijkste lanceerplaats van het CCSFS en ligt direct ten zuiden van NASA's LC-39A (dat op het Kennedy Space Center ligt) en noordelijk van SLC-40. De grond die om het lanceercomplex heen ligt hoort officieel bij het Kennedy Space Center.

## Geschiedenis

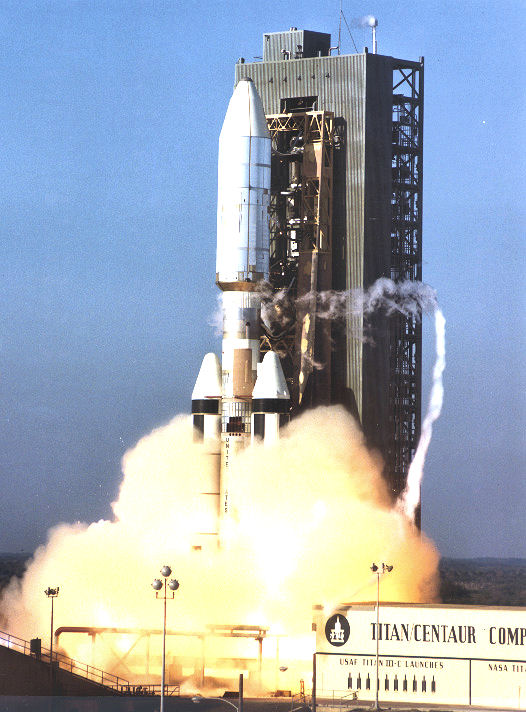
Een Titan IIIE Centaur met aan boord ruimtesonde Voyager 1 stijgt op van LC-41.

Het complex werd samen met Lanceercomplex 40 als onderdeel van het Integrate-Transfer-Launch-complex gebouwd in de eerste helft van de jaren 1960 voor de toen nieuwe Titan III-raketten die te groot en te krachtig waren voor de Titan II-platforms. Lange tijd bleven LC-40 en LC-41 vrijwel identieke lanceerplaatsen. De United States Air Force lanceerde eerder Titan IIIC-, Titan IIIE- en Titan IV-raketten. Soms werden deze raketten voor NASA gelanceerd. Zo begon Voyager 1 de inmiddels verste ruimtereis met een voorwerp gemaakt door mensen, in 1977 vanaf LC-41. 
Tussen 1977 en 1986 was LC-41 buiten gebruik gesteld. Daarna werd aangevangen met aanpassingen voor de Titan IV die er vanaf 1989 gelanceerd zou worden. In 1997 werd Launch Complex 41 net als alle andere aan ruimtevaart gerelateerde lanceercomplexen op USAF-terrein hernoemd tot Space Launch Complex 41. De laatste Titan-lancering vanaf SLC-41 vond plaats op 9 april 1999. 
Sinds 2002 werd SLC-41 gebruikt voor de Atlas V van Lockheed Martin. In 2006 werd de lanceerservice van Lockheed Martin ondergebracht in het toen nieuwe bedrijf United Launch Alliance, een joint-venture van Lockheed Martin en Boeing.

## Huidige situatie

### Atlas V

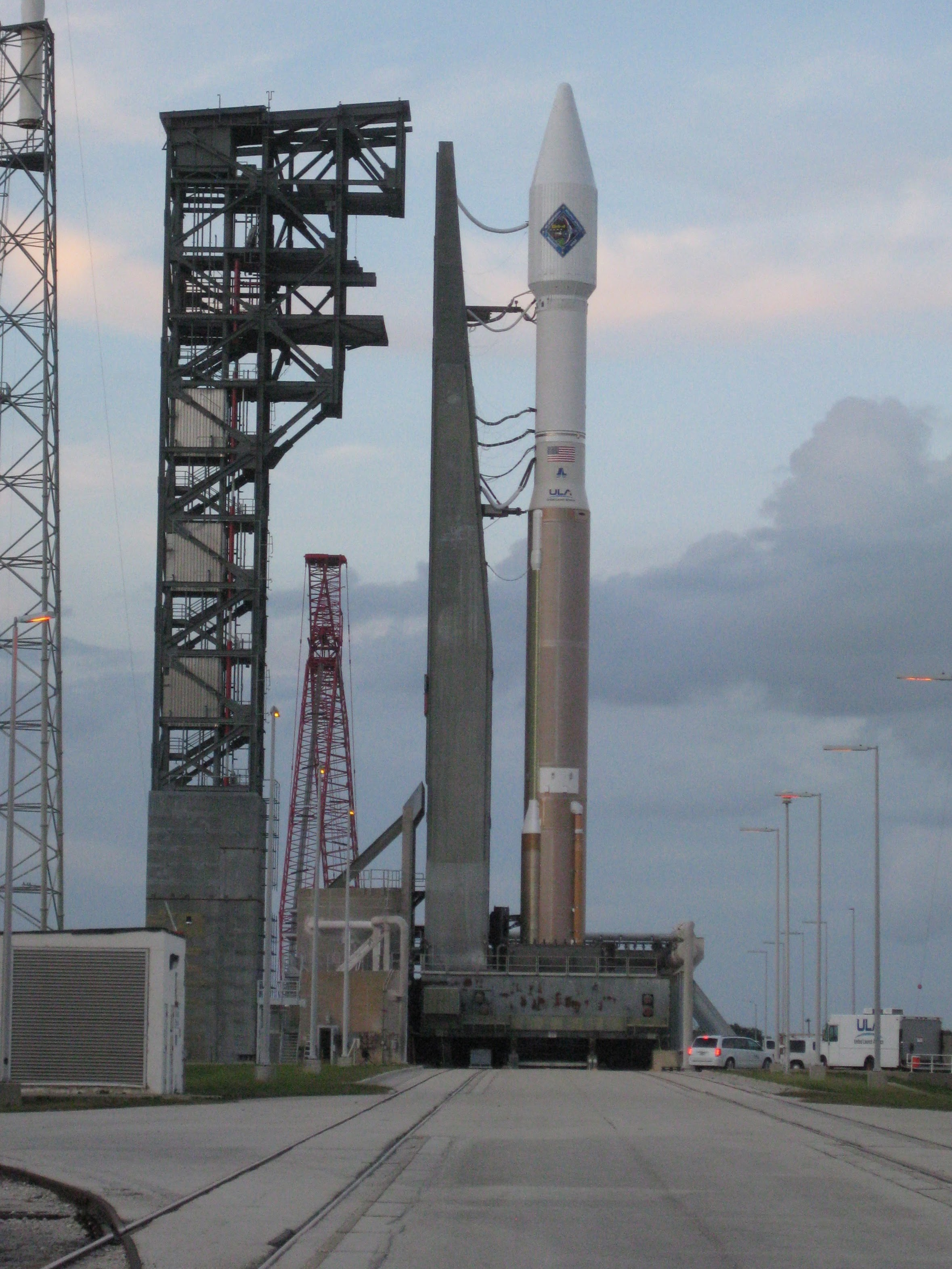
Op SLC-41 is de constructie van de toegangstoren voor ruimtevaarders (links van de umbilicals-tower) in volle gang.

ULA lanceert op SLC-41 de EELV Atlas V die wordt gebruikt om militaire, commerciële en wetenschappelijke vrachten in een oostelijke baan om de Aarde of verder te brengen. Sinds 2024 worden ook ULA's Vulcan-raketten die de Atlas V opvolgen vanaf dit platform gelanceerd. Van 2015 t/m 2017 werd op SLC-41 een "crew acces tower" oftewel toegangstoren voor astronauten gebouwd waarmee bemanningen in een Boeing Starliner-ruimtecapsule, die op een Atlas V wordt gelanceerd, kunnen binnenkomen. De Starliner is een commercieel ruimteschip van Boeing dat door NASA wordt ingehuurd om astronauten naar en van het ISS te vervoeren. De eerste bemande lancering was in 2024.
Aan de rand van het complex staat de vertical integration structure, een hangar waarin de rakettrappen van de Atlas V, de vracht en de payload fairing verticaal op elkaar worden gemonteerd en tot één raket worden geïntegreerd. De Atlas rijdt vervolgens op een platform van de hangar naar de lanceerplaats, waar ze met brandstof wordt gevuld en gelanceerd.

### Vulcan-Centaur
Eind jaren 2010 werd SLC-41 verbouwd zodat de Vulcan er ook gelanceerd kan worden. Daarvoor is een tankinstallatie voor vloeibaar methaan en een grotere tankinstallatie voor vloeibare waterstof nodig. Ook een krachtiger systeem van geluiddempende watersproeiers werd voor deze krachtiger raket geïnstalleerd. De Atlas V en de Vulcan zullen een tijd lang beide vanaf SLC-41 lanceren tot Vulcan zo betrouwbaar wordt geacht dat de Atlas V definitief kan worden uitgefaseerd. Ook werd de integratiehangar zo aangepast dat ook de bredere Vulcan-raket erin past. 
De voormalige Solid Motors Assembly and Readiness Facility SMARF die eerder als opslag voor Atlas V-trappen diende is verbouwd tot een reserve integratiefaciliteit voor Vulcan, waardoor er indien nodig gelijktijdig twee raketten kunnen worden voorbereid (waarbij het in eerste aanleg de bedoeling was dat de neuskegel pas in de VIF van SLC-41 op de raket zou worden geplaatst). Het gebouw heet nu Spaceflight Processing Operations Center (SPOC). De doubletrack-rails waarover eerder Titan IVB-raketten van de SMARF naar complex 41 werden vervoerd zijn hiervoor weer aangelegd nadat deze ruim tien jaar eerder waren opgebroken.

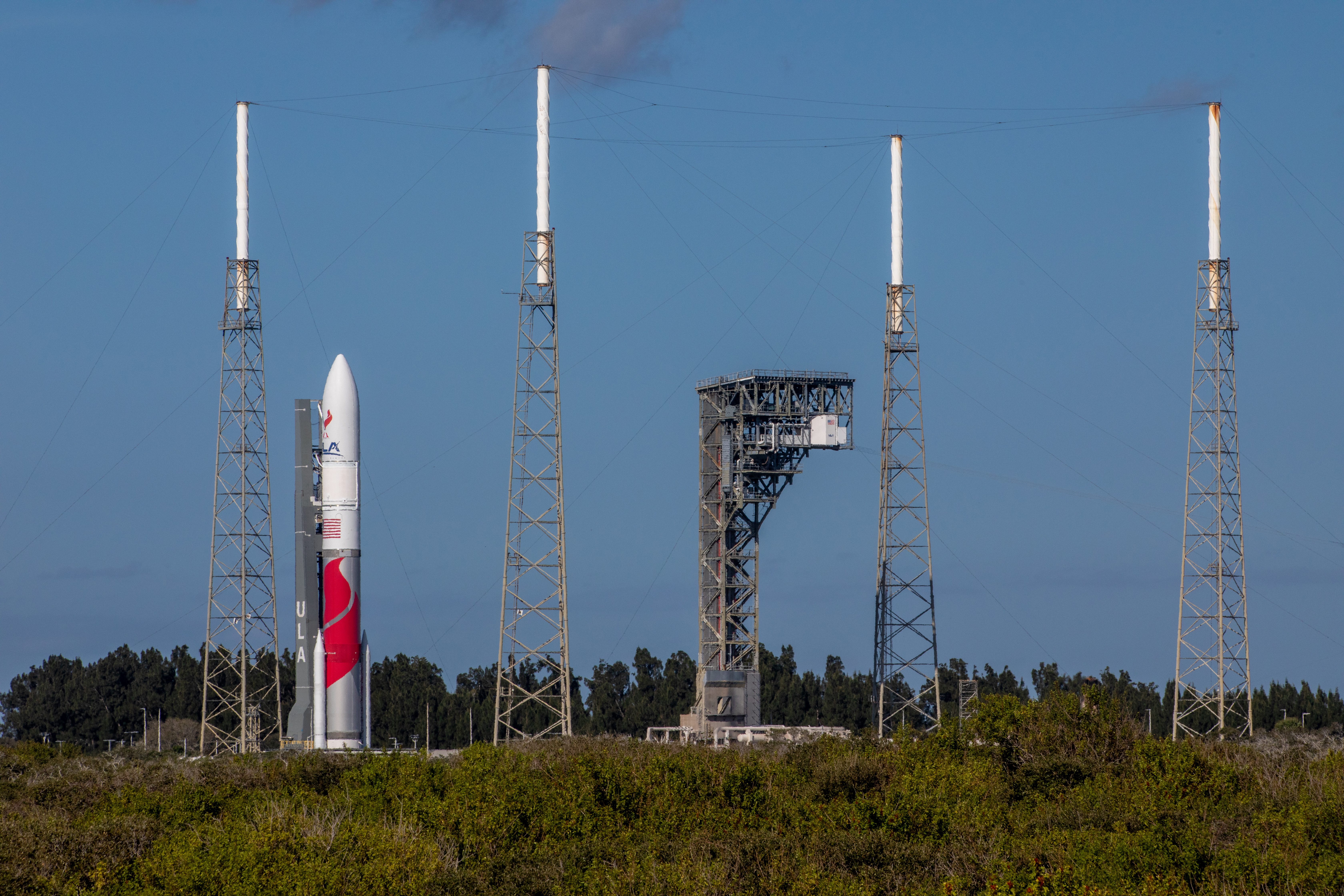
de eerste Vulcan-Centaur op weg naar de lanceerplaats

Om de op 5 april 2022 bekendgemaakte boeking van 38 Vulcan-lanceringen voor Amazons Project Kuiper waar te kunnen maken zal ULA een derde mobiel lanceerplatform bouwen en de SPOC tot een tweede volledige Vulcan-integratiehangar voor SLC-41 upgraden. Op 8 januari 2024 debuteerde de Vulcan-Centaur op SLC-41.
Om de voorbereiding van lanceringen te bespoedigen zal ULA de komende jaren trachten Vulcan en Atlas lanceringen te groeperen zodat het complex niet na iedere lancering behoeft te worden gerecofigureerd voor het andere rakettype.

## Lanceringen vanaf SLC-41

### Titan
- Helios 1 - Titan IIIE, 10 December 1974
- Viking 1 - Titan IIIE, 20 augustus 1975
- Viking 2 - Titan IIIE, 9 september 1975
- Helios 2 - TitanIIIE, 10 januari 1976
- Voyager 2 - Titan IIIE, 20 augustus 1977
- Voyager 1 - Titan IIIE, 5 september 1977

### Atlas V
- Mars Reconnaissance Orbiter
- New Horizons
- Lunar Reconnaissance Orbiter
- Juno
- MAVEN
- Mars Science Laboratory (Curiosity)
- OSIRIS-REx
- Boe-OFT & Boe-OFT 2 en Boe-CFT
- Solar Orbiter
- Mars 2020 (Perseverance en Inguinity)

## Trivia
- Toen ULA het complex overnam van de USAF, bleek dat bij de aansluitpunten van de bliksemafleiders en de grond het zand tot glas was omgesmolten door de hitte van de blikseminslagen die het systeem te verduren had gehad. Aangezien glas nauwelijks elektriciteit geleidt moesten die aardpunten worden vervangen.[3]